# Cerkev sv. Jožefa, Ivančna Gorica
Cerkev spada pod naselje Ivančna gorica, v župnijo Ivančna Gorica.

## O cerkvi
Cerkev sv. Jožefa v Ivančni Gorici so zgradili na manjši vzpetini v južnem predelu mesta v letih 1991-92 in posvetili leta 1999; še v času prvega župnika župnije Ivančna Gorica Jožeta Kastelica jo je posvetil takratni nadškof Franc Rode.

## Arhitektura
Oltar v prezbiteriju ponazarja vse vernike, ki jih Jezus Kristus združuje v mašni daritvi in je delo kiparja Jožeta Trontlja; izdelal jo je iz stare orehove korenine leta 1996. Ob straneh tabernaklja sta sliki avtorja Tomaža Perka z naslovoma Rojstvo in Emavs; isti avtor je leta 1995 naslikal tudi križev pot. Orgle v koru je 1995 postavila orglarska delavnica Antona Škrabla iz Brestovca.